# Seinmast
De seinmast aan de Molenkade in het Noord-Hollandse Katwoude werd gebouwd om signalen van en aan andere poldergemalen om al dan niet te spuien door te kunnen geven.

## Geschiedenis
Voordat er seinmasten werden gebruikt, fungeerden poldermolens als zodanig om een sein van stoppen met pompen of juist beginnen met pompen om de waterstand in de Purmerringvaart te verlagen. Overdag werd het sein door middel van een vlag doorgegeven en 's nachts door het hijsen van een lantaarn. Het Schermeer werd in de 17e eeuw ingepolderd en kon daardoor niet langer als onbeperkt afwateringsreservoir dienen voor het afwateren van de Purmer. Daarom werd in 1795 een nieuw afwateringssysteem ingesteld waarbij er centraal een signaal werd gegeven om te starten of te stoppen met het bemalen van de Schermerboezem. Alle seinmolens, later de seinmasten, werden door het hoofdsein in Spijkerboor aangestuurd. Zodra in Spijkerboor het Normaal Amsterdams Peil was bereikt, werd vanuit daar via alle seinpunten het sein gegeven dat alle pompen moesten stoppen met spuien op de ringvaart.
De seinmast was vanaf circa 1910 zo’n 60 jaar in gebruik. De mast werd gebouwd ter vervanging van een veel zwaardere molen. De mast is van staal en is circa 25 meter hoog. Gelijk aan de masten in Spijkerboor en Schoorl. Ook de mast gebruikte overdag een seinvlag en 's nachts een licht. De vaste lamp is nog altijd aanwezig. De mast bestaat uit vier hoekprofielen, die met elkaar zijn verbonden via dwarsverbindingen. Aan de noordzijde van de mast is de hijsinrichting aangebracht. Deze bestaat uit een lier en rails. Op de top staat een ronde witte lamp om bij nacht als seinlicht te kunnen dienen. 
Ter vervanging van de molen staat aan de overzijde van de Purmerringvaart een elektrisch gemaal.